# 15. септембар
15. септембар (15.9.) је 258. дан у години по грегоријанском календару (259. у преступној години). До краја године има још 107 дана.

## Догађаји
- 533 — Византијски војсковођа Велизар заузео Картагину, престоницу Вандалске краљевине.
- 1014 — Вођена је битка на Беласици у којој је византијска војска потукла трупе цара Самуила.
- 1776 — Током Америчког рата за независност британске трупе под командом генерала Вилијама Хауа заузеле Њујорк.
- 1810 — У Мексику почео устанак против шпанске власти који је с прекидима трајао до 1820, када је проглашена независност Мексика од Шпаније.
- 1822 — Британске трупе заузеле Каиро, а Раби-паша, који се предао Британцима, протеран на Цејлон. Каиро остао под британском контролом до 1922, када је Египат прокламовао независност, а град постао престоница државе.
- 1864 — Током лова на јаребице несрећним случајем убио се енглески истраживач Џон Ханинг Спик, први Европљанин који је у августу 1858. видео афричко језеро Викторија, тврдећи да је оно извориште Нила.
- 1903 — У Порто Алегреу, Бразил, основан Фудбалски клуб Гремио Порто Алегре.
- 1912 — Изграђена Градска кућа у Суботици
- 1916 — У бици на Соми у Првом светском рату Британци први пут употребили тенкове, направљене према пројекту Ернеста Свинтона.
- 1918 — Српска војска је пробила Солунски фронт.
- 1935 — Немачки Рајхстаг на ванредном заседању у Нирнбергу донео закон о одузимању држављанства Немцима јеврејског порекла и закон о заштити немачке крви и части којим је било забрањено склапање бракова између Немаца и Јевреја и запошљавање Немаца код јеврејских послодаваца.
- 1949 — Конрад Аденауер изабран за првог канцелара Западне Немачке, а Теодор Хојс за првог председника републике.
- 1972 — Шпанија и Совјетски Савез потписали уговор о трговини, први уговор две земље од окончања Шпанског грађанског рата.
- 1987 — Немачки хакери, „Хаос клуб“, упали у компјутерски систем НАСА и инсталирали програм назван „Тројански коњ“.
- 1989 — Почео је шаховски турнир у Тилбургу, Холандија.
- 1995 — Савет безбедности Уједињених нација продужио је за још шест месеци делимичну суспензију санкција против Југославије.
- 1996 — Вођа италијанске сецесионистичке партије „Северна лига“ Умберто Боси прогласио је север Италије Федералном Републиком Паданијом, што су оштро осудиле остале политичке снаге у земљи.
- 1999 — Савет безбедности Уједињених нација одобрио формирање међународних снага за Источни Тимор због таласа насиља који су изазвале проиндонежанске снаге после референдума на ком су се становници те индонежанске покрајине изјаснили за независност.
- 2000 —
  - У француском делу Баскије ухапшен је најтраженији шпански бегунац Ињасио Грасија Арегуи, према званичном Мадриду вођа баскијске терористичке групе ЕТА.
  - У Сиднеју отворене 27. Олимпијске игре. Југословенски спортисти на тим играма освојили три медаље, тј. златну одбојкаши, сребрну Јасна Шекарић у гађању из ваздушног пиштоља, а бронзану ватерполисти.
- 2001 — Председник Џорџ Буш први пут је рекао да су САД 'у рату', означивши вођу исламистичке терористичке мреже Ал Каида Саудијца Осаму бин Ладена као организатора терористичких напада четири дана раније на Њујорк и Вашингтон.
- 2002 —
  - Јужна и Северна Кореја споразумеле су се да отпочну уклањање мина дуж границе двеју земаља.
  - На парламентарним изборима у Македонији, четвртим од осамостаљења те бивше југословенске републике, победила опозициона коалиција „За Македонију заједно“, предвођена Социјалдемократским савезом Бранка Црвенковског.

## Рођења
- 1254 — Марко Поло, венецијански трговац и истраживач. (прем. 1324)
- 1830 — Порфирио Дијаз, мексички генерал и државник. (прем. 1915)
- 1851 — Јосиф Маринковић, српски композитор и хоровођа. (прем. 1931)
- 1857 — Вилијам Хауард Тафт, двадесетседми председник САД. (прем. 1930)
- 1890 — Агата Кристи, енглеска књижевница. (прем. 1976)[1]
- 1904 — Умберто II, последњи краљ Италије. (прем. 1983)
- 1922 — Џеки Купер, амерички глумац, продуцент и режисер. (прем. 2011)
- 1928 — Хенри Силва, амерички глумац. (прем. 2022)
- 1929 — Мари Гел-Ман, амерички физичар. (прем. 2019)
- 1932 — Ен Бенон, америчка књижевница и лингвисткиња.
- 1933 — Јованка Калић, српска историчарка, универзитетска професорка и чланица Српске академије наука и уметности.[2]
- 1936 — Јуриј Кох, лужичкосрпски писац.
- 1941 — Виктор Зупков, премијер Русије.
- 1941 — Флоријан Алберт, мађарски фудбалер. (прем. 2011)
- 1941 — Радомир Вукчевић, хрватски фудбалер. (прем. 2014)
- 1942 — Бисера Велетанлић, српска џез певачица и интерпретаторка забавне музике.
- 1946 — Оливер Стоун, амерички редитељ и сценариста.
- 1946 — Томи Ли Џоунс, амерички глумац и редитељ.
- 1953 — Гашо Кнежевић, српски правник и политичар. (прем. 2014)
- 1954 — Љубомир Обрадовић, српски рукометаш и рукометни тренер.
- 1957 — Миланка Карић, српска политичарка.
- 1957 — Слободан Качар, српски боксер.
- 1957 — Стојан Малбашић, српски фудбалер.
- 1961 — Соња Савић, српска глумица. (прем. 2008)
- 1966 — Дејан Савићевић, црногорски фудбалер и фудбалски тренер.
- 1970 — Динко Грухоњић, српско-босанскохерцеговачки новинар.
- 1970 — Светлана Захарова, руска атлетичарка.
- 1972 — Летиција од Шпаније, краљица Шпаније.
- 1973 — Индира Владић-Мујкић, хрватска музичарка, најпознатија као певачица групе Колонија.
- 1974 — Драган Ћирић, српски фудбалер.
- 1977 — Катерина Мурино, италијанска глумица.
- 1977 — Џејсон Тери, амерички кошаркаш.
- 1977 — Том Харди, енглески глумац.
- 1978 — Марко Пантелић, српски фудбалер.
- 1981 — Милена Предић, српска глумица.
- 1982 — Александар Филимоновић, српски глумац.
- 1983 — Елтон Браун, амерички кошаркаш.
- 1983 — Кит Лангфорд, амерички кошаркаш.
- 1984 — Никола Васић, српски кошаркаш.
- 1984 — Принц Хари од Велса, принц од Велса и други син принца Чарлса.
- 1985 — Кејден Крос, америчка порнографска глумица.
- 1986 — Сања Јовановић, хрватска пливачица.
- 1989 — Илнур Закарин, руски бициклиста.
- 1990 — Дарко Лазовић, српски фудбалер.
- 1993 — Денис Шредер, немачки кошаркаш.

## Смрти
- 668 — Констанс II Погонат, византијски цар.
- 1915 — Исидор Бајић, српски композитор.
- 1936 — Светозар Прибићевић, српски политичар, министар унутрашњих послова и министар просвете Краљевине СХС.
- 1967 — Абдел Хаким Амер, египатски командант.
- 1973 — Густав VI Адолф, шведски краљ.
- 1975 — Павел Сухој, руски конструктор авиона.
- 1991 — Ђорђе Божовић Гишка, српски криминалац и оснивач Српске гарде.
- 1992 — Жарко Митровић, српски филмски глумац.
- 1999 — Петар Шелохонов, руски глумац. (рођ. 1929)
- 2007 — Колин Мекре, британски аутомобилиста.
- 2011 — Отакар Вавра, чешки редитељ, сценариста и универзитетски професор.

## Празници и дани сећања
- 1821 — Шпанске колоније Гватемала, Сан Салвадор и Костарика прогласиле независност.
- 1946 — Проглашена Народна Република Бугарска, пошто су се Бугари на референдуму изјаснили против монархије.
- Дан српског јединства, слободе и националне заставе
- Српска православна црква слави:
  - Свети мученик Мамант
  - Свети Јован Посник